# Немо Шелія
Немо Шелія (груз. ნემო შელია; нар. 6 серпня 1991) — грузинський футболіст, нападник, граючий тренер футбольного клубу «Агронива-ТНПУ».

## Життєпис
Дорослу футбольну кар'єру розпочав у «Гагрі». Дебютував на професіональному рівні 25 жовтня 2009 року в програному (0:1) домашньому поєдинку 12-го туру Лізі Еровнулі проти «Зестафоні». Немо вийшов на поле на 56-ій хвилині, замінивши Джемала Габунію. Через «травми та неведачі» заграти в команді не вдалося, загалом до ззавершення сезону 2009/10 років в еліті грузинського футболу виходив на поле в 3-ох матчах.
У 2010 році переїхав до України, де відправився на перегляд у «Динамо-2». Однак не зумів домовитися з киянами про умови контракту. Тому того ж року перейшов до аматорського колективу «Марспирт», який виступав у чемпіонаті Тернопільської області. З 2011 по 2013 рік продовжував виступати в чемпіонаті області за «Збараж» та «Дністер» (Заліщики).
У 2014 році прийняв запрошення від грузинського клубу «Скурі». Дебютував у футболці нового клубу 13 листопада 2014 року в програному (0:1) домашньому поєдинку Ліги Еровнулі 2 проти «Саповнела» (Терджола). Шелія вийшов на поле на в стартовому складі, а на 85-ій хвилині його замінив Гога Квірквія. Дебютним голом за «Скурі» відзначився 10 квітня 2015 року на 45-ій хвилині нічийного (2:2) виїзного поєдинку 29-го туру Ліги Еровнулі 2 проти «Гагри». Немо вийшов на поле в стартовому складі та відіграв увесь матч. У команді відіграв три неповні сезони, за цей час зіграв 65 матчів (13 голів) у першій лізі грузинського чемпіонату та 1 поєдинок у національному кубку. Через фінансові проблеми в клубі залишив «Скурі».
У березні 2017 року повернувся до України, домовився про можливість тренувань у «Ниві», яка виступала в аматорському чемпіонаті України. Згодом головний тренер тернополян Петро Бадло запропонував йому стати гравцем «Ниви». У складі команди зіграв у 5-ти матчах аматорського чемпіонату України, а в травні 2017 року залишив команду. З кінця липня до початку вересня 2017 року виступав за ФК «Тернопіль», у футболці якого провів 3 поєдинки. З 2017 по 2018 рік грав за теребовлянську «Ниву» в чемпіонаті Тернопільської області та аматорському чемпіонаті України. На початку травня 2018 року став гравцем «ДСО-Поділля», який виступав в аматорському чемпіонаті України. У лютому 2019 року підсилив «Агрониву-ТНПУ». А вже наприкінці лютого того ж року призначений виконувачем обов'язків головного тренера клубу, паралельно з цим розпочав навчання з підготовки тренерів аматорського та дитячо-юнацького футболу (диплом категорії «С» УАФ).

## Досягнення
«ДСО-Поділля»
- Чемпіонат Тернопільської області
  -  Бронзовий призер (1): 2018

- Кубок Тернопільської області
  -  Володар (1): 2018

- Суперкубок Тернопільської області
  -  Володар (1): 2018